# Ayaka Takahashi
Ayaka Takahashi (født 19. april 1990) er en japansk badmintonspiller,   der vandt olympisk guld i damedouble med Misaki Matsutomo ved Sommer-OL 2016 i Rio de Janeiro. Det var den første olympiske guldmedalje, som Japan nogensinde vandt i badminton.